# Vareilles, Saône-et-Loire
Vareilles är en kommun i departementet Saône-et-Loire i regionen Bourgogne-Franche-Comté i östra Frankrike. Kommunen ligger i kantonen La Clayette som tillhör arrondissementet Charolles. År 2022 hade Vareilles 279 invånare.

## Befolkningsutveckling
Antalet invånare i kommunen Vareilles
| Referens: INSEE |